# 細川智史
細川 智史（ほそかわ さとし、1999年6月26日 - ）は、地方競馬の名古屋競馬場角田輝也厩舎所属の騎手である。

## 経歴
騎手を目指したきっかけは兄にWINSに連れて行ってもらったときに騎手を見て、かっこいいと思った事が動機である。中学卒業後、地方競馬教養センターに入所し、2020年に99期生として卒業する。
名古屋競馬の角田輝也厩舎所属となり、4月21日の名古屋競馬3Rでジョーサブレに騎乗しデビューする（9頭立て9番人気9着）。
同年5月6日に名古屋競馬12Rをフィップルで優勝し32戦目での初勝利を挙げる（10頭立て6番人気）。
2020年、ヤングジョッキーズシリーズで西日本地区4位となり、ヤングジョッキーズシリーズファイナルラウンドに出場。51ポイントを獲得し、総合3位となる。
2022年日本海スプリントをナムラムツゴローで制し、金沢競馬場で重賞初制覇を飾る。
2023年1月3日、名古屋競馬4Rをクレールフォルムで勝利し、地方競馬通算勝利100勝を達成。
2024年、高知競馬場で行われる全日本新人王争覇戦で合計58ポイントを獲得し、総合優勝を決めた。

## 主な騎乗馬
- ナムラムツゴロー（2022年日本海スプリント）
- ミトノユニヴァース（2023年ネクストスター名古屋）
- エバーシンス（2024年ラブミーチャン記念）
- メルト（2025年名古屋記念）